# Stele

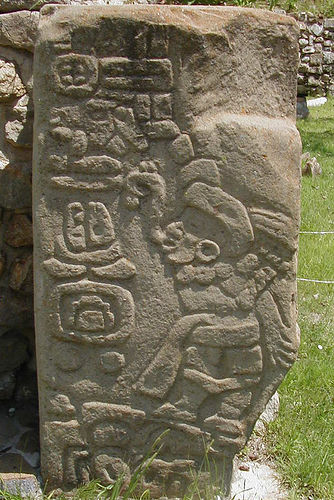
Mayastele uit Monte Albán

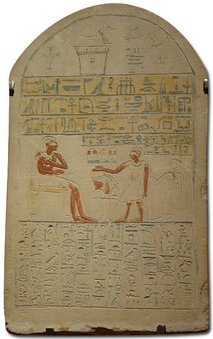
Egyptische grafstele

Stele (ook stèle en stela; meervoud: stelae of steles) is de archeologische term voor een (meestal uit één stuk steen of hout gehouwen) tablet of pilaar, met daarin  een in reliëf gebeeldhouwde voorstelling of tekst.
Steles werden onder andere door de oude Egyptenaren, de Perzen, de Grieken en de Romeinen gebruikt om graven en speciale plaatsen te markeren of als monument om de herinnering aan belangrijke gebeurtenissen vast te leggen. Ook in Midden-Amerika gebruikten de Maya's dergelijke stenen om historische gebeurtenissen te herdenken. De Codex Hammurabi is gebeiteld op een stele. Een Armeense stele heet een chatsjkar, een Romeinse grafstele wordt cippus genoemd.

## Bekende steles
- Codex Hammurabi
- Lapis Niger
- Stele van Mesha
- Steen van Rosetta
- Gierenstele
- Stele van Kaminia
- Koerganstele
- Chatsjkar

## Galerij

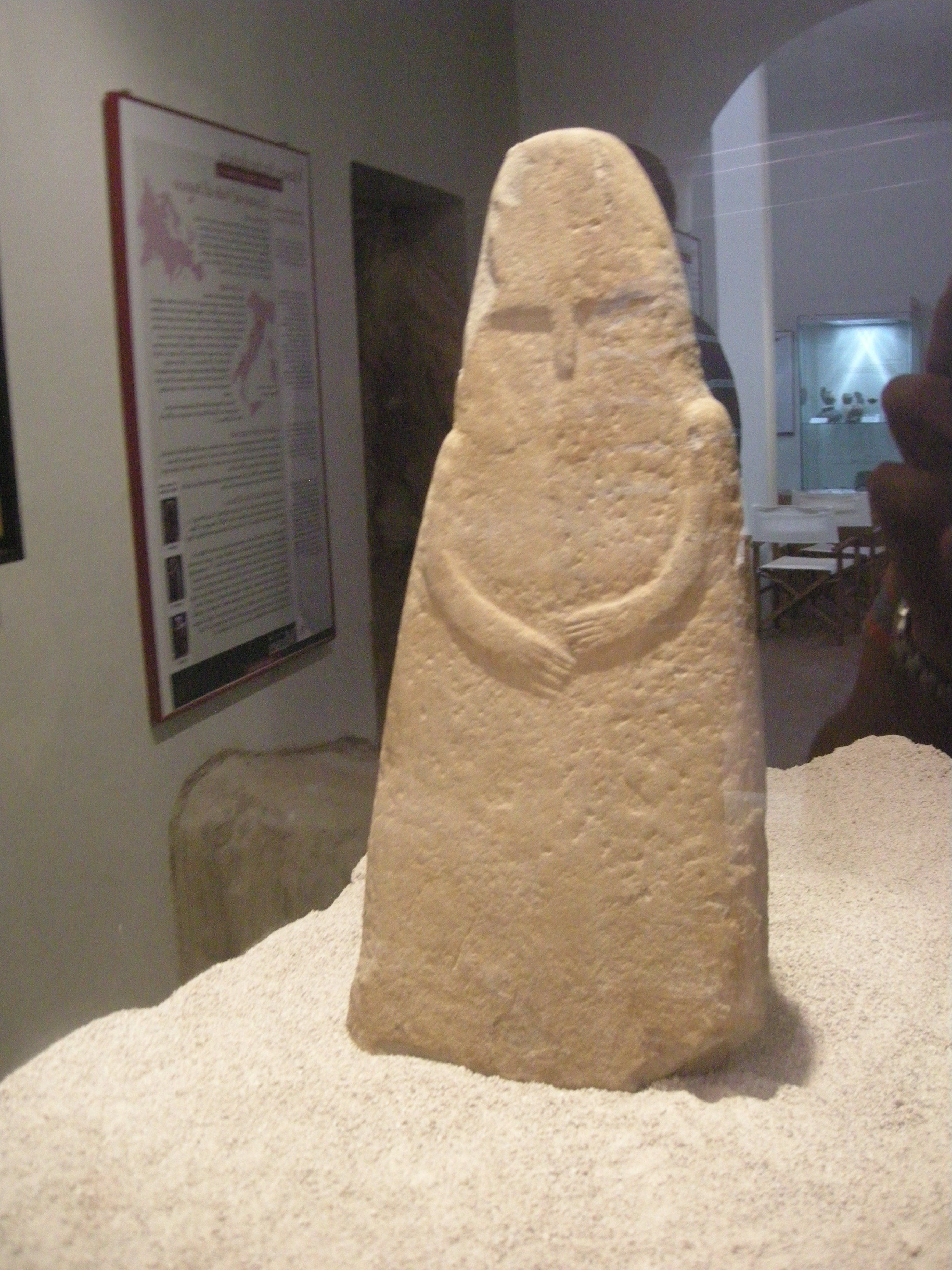
Stele met antropomorf uiterlijk uit Italië
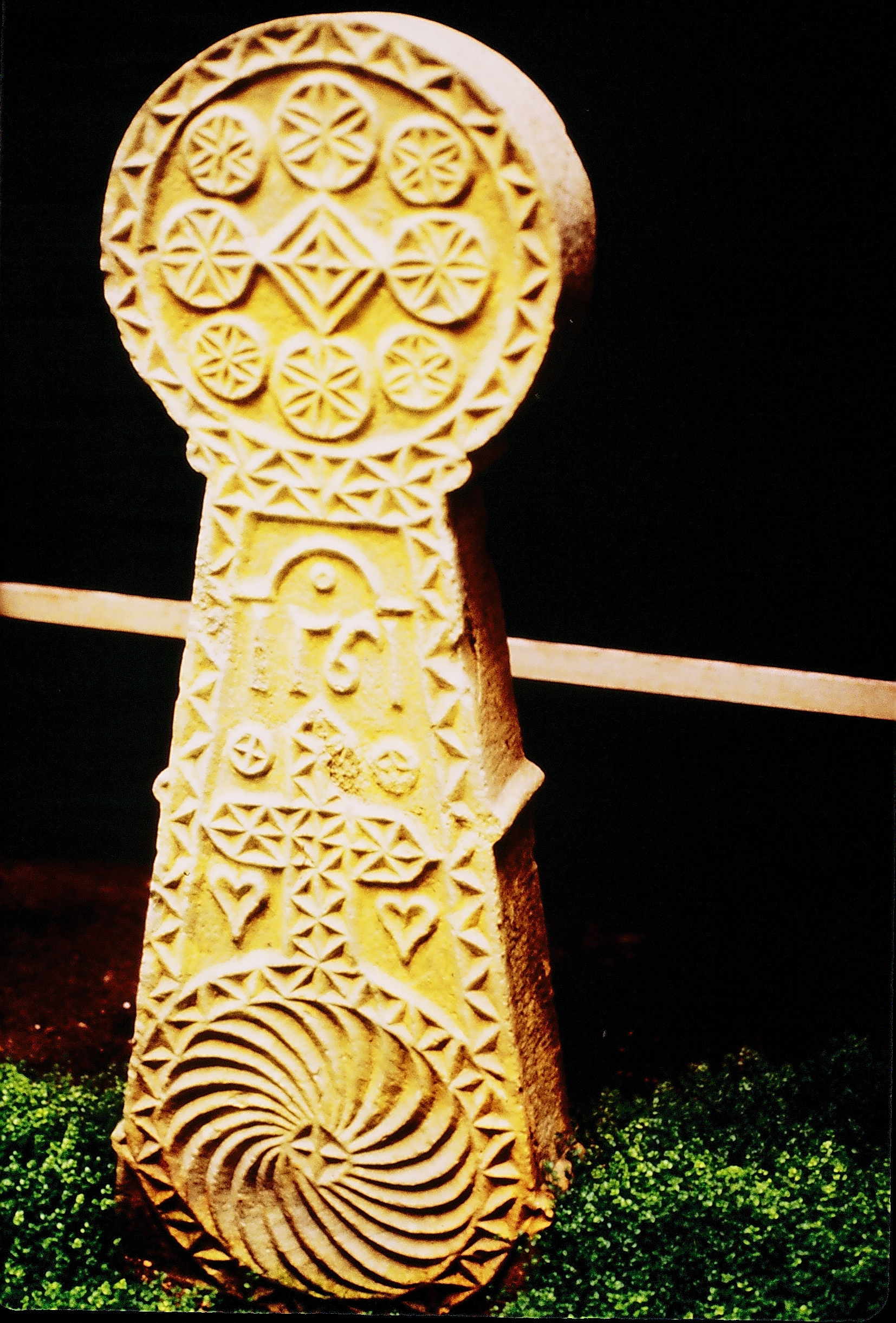
Stele uit Baskenland
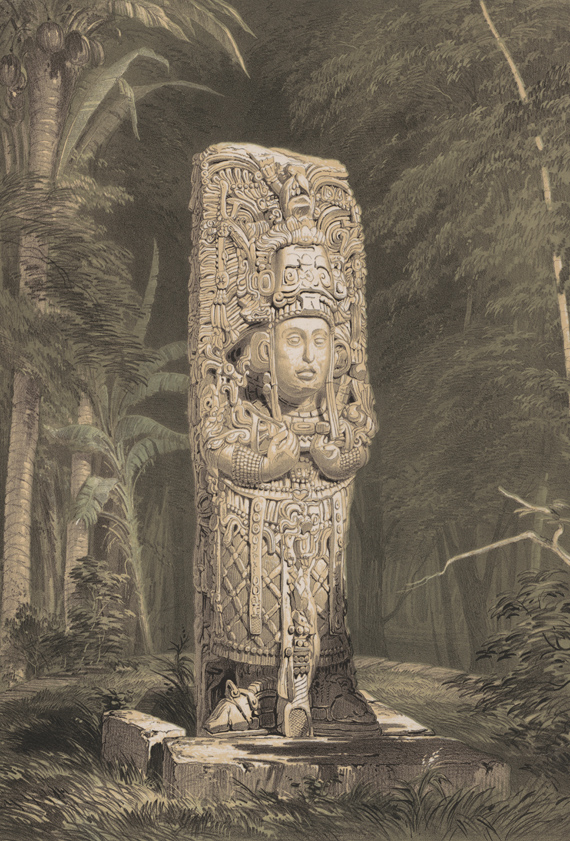
Lithografie van een stele in Copan, 1844
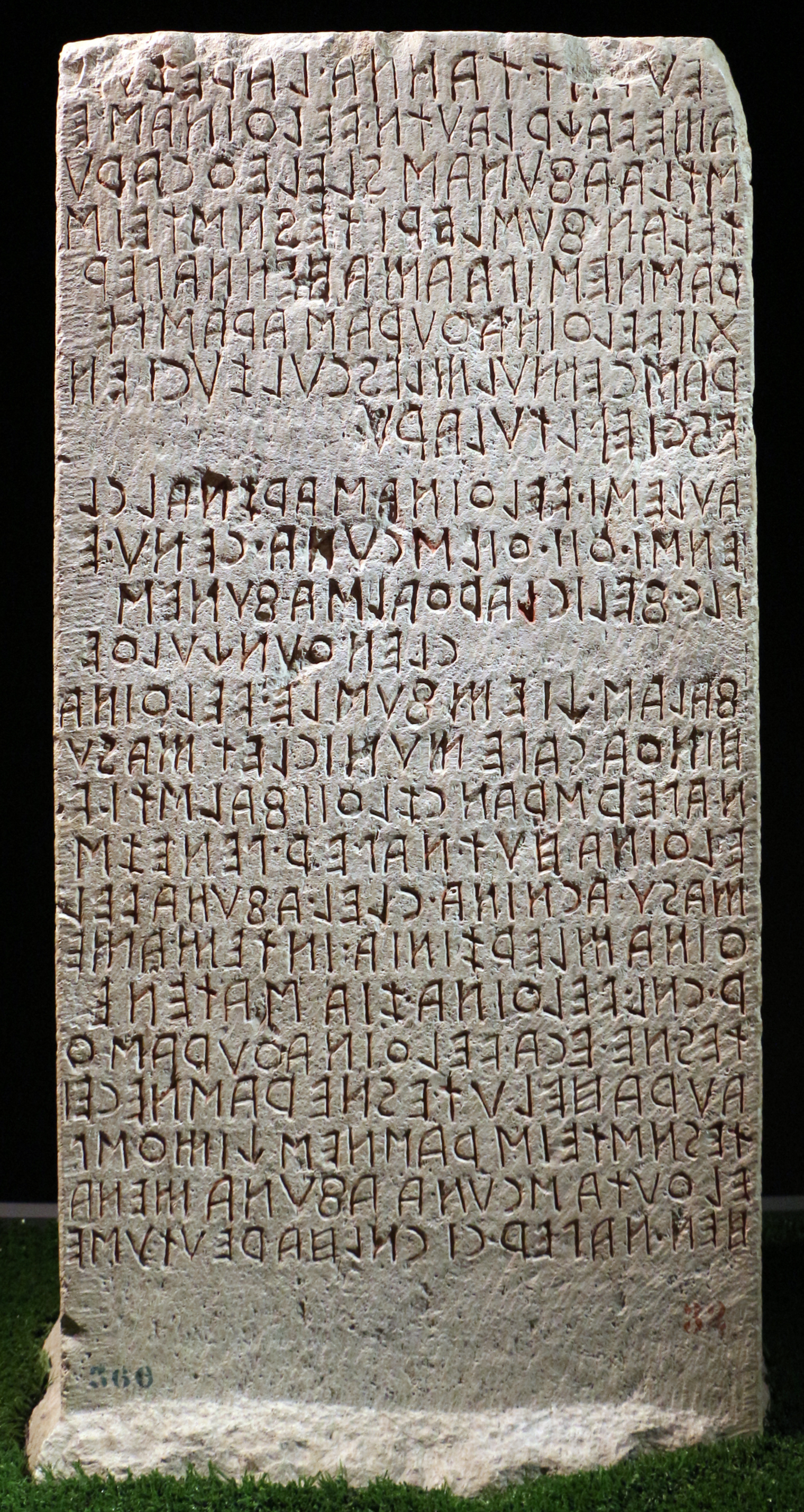
De Cippus van Perugia